# Геронтий Миланский
Геро́нтий (лат. Gerontius, итал. Geronzio; умер 5 мая 465) — епископ Милана с 462 по 465 год; святой (день памяти — 5 мая).

## Биография
О жизни и епископстве святого Геронтия почти ничего не известно. Он был учеником предыдущего епископа Евсевия, который назвал святого в качестве своего преемника. Так св. Геронтий был избран епископом Милана ок. 462 года.
Согласно творениям Эннодия, епископа Павии начала VI века, Геронтий отличался щедростью и милосердием в трудные годы восстановления после опустошительного нашествия гуннов, случившегося в 452 году. Геронтий во время своего епископства восстановил многие из них.
Св. Геронтий скончался 5 мая 465 года и был похоронен в городской базилике св. Симплициана. Его поминают в день кончины. Согласно преданию, не имеющему исторических оснований, св. Геронтия ассоциируют с миланской семьёй Баскапе (Bascapé).